# Frances Fisher
Frances Louise Fisher, angleško-ameriška igralka, * 11. maj 1952, Milford On Sea, Hampshire, Anglija
Fisher je svojo kariero začela v gledališču, in pozneje igrala kot detektivka Deborah 'Red' Saxon v dnevni seriji ABC The Edge of Night (1976–1981). Močne ženske je v filmih in televiziji upodabljala in igrala od zgodnjih osemdesetih let. Znana je po svojih vlogah v filmih Unforgiven (1992), Titanic (1997), True Crime (1999), Hiša peska in megle (2003), Laws of Attraction (2004), The Kingdom (2007), In the Valley of Elah (2007), Jolene (2008), The Lincoln Lawyer (2011) in The Host (2013). Od leta 2014 do 2015 je Fisher igrala v dramski seriji ABC Vstajenje.

## Življenje
Frances Fisher se je rodila v mestu Hampshire, v Angliji, mami Olgi Moen in očetu William I. "Bill" Fisher. Preden je dopolnila petnajst let se je Fisher z družino devetkrat preselila zaradi očetove službe. Po končani srednji šoli v Orangeu v Teksasu, je Fisher nekaj časa delala kot tajnica dokler se ni preselila v Virginijo, kjer je nastopila v gledališču Barter in s tem začela s svojo filmsko kariero.
Fisher ima hčerko Francesca Ruth Fisher Eastwood, ki je tudi igralka.

## Filmografija
| Leto | Film                           | Vloga               | Drugo |
| ---- | ------------------------------ | ------------------- | ----- |
| 1983 | Ali lahko speče češnjevo pito? | Louise              |       |
| 1987 | Strogi fantje ne plešejo       | Jessice Plond       |       |
| 1987 | Srce Jeannie                   | Jeanie              |       |
| 1988 | Bum Rap                        | Phyllis             |       |
| 1989 | Izgubljeni Angeli              | Judith Loftis       |       |
| 1991 | Frame Up                       | Jo Westlake         |       |
| 1994 | Otroška vročina                | Rosie               |       |
| 1995 | The Whiskey Heir               | Deirde              |       |
| 1997 | Titanic                        | Ruth DeWitt Bukater |       |
| 2000 | Pojdi v 60 sekundah            | Junie               |       |
| 2001 | The Rising Place               | Virginia Wilder     |       |
| 2012 | The Silent Thief               | Candi Henderson     |       |
| 2013 | Red Wing                       | Momma B             |       |
| 2014 | The M Word                     | Carson Riley        |       |